# Phimochirus
Phimochirus är ett släkte av kräftdjur. Phimochirus ingår i familjen eremitkräftor.
Kladogram enligt Catalogue of Life:
| Phimochirus | \| \| Phimochirus californiensis \| \| \| \| \| \| Phimochirus holthuisi \| \| \| \| \| \| Phimochirus leurocarpus \| \| \| \| \| \| Phimochirus operculatus \| \| \| \| \| \| Phimochirus randalli \| \| \| \| |
|             | \| \| Phimochirus californiensis \| \| \| \| \| \| Phimochirus holthuisi \| \| \| \| \| \| Phimochirus leurocarpus \| \| \| \| \| \| Phimochirus operculatus \| \| \| \| \| \| Phimochirus randalli \| \| \| \| |
|             | Phimochirus californiensis |
|             | |
|             | Phimochirus holthuisi |
|             | |
|             | Phimochirus leurocarpus |
|             | |
|             | Phimochirus operculatus |
|             | |
|             | Phimochirus randalli |
|             | |